# Rosanna Moroni
Rosanna Moroni (Altopascio, 5 ottobre 1954) è una politica italiana.

## Biografia
Iscritta a Rifondazione Comunista, partito con cui è consigliera comunale ad Altopascio dal 1993 al 1995. Viene poi eletta deputata (nel collegio di Capannori) per la prima volta nella XII Legislatura, compresa tra il 1994 e il 1996.
Ha confermato il proprio seggio alla Camera (venendo eletta nel collegio di Carmignano-Prato) anche nel 1996, per la XIII Legislatura, nella quale il suo partito dava l'appoggio esterno al Governo Prodi I. In occasione della crisi di governo dell'autunno 1998, che portò alla caduta di Prodi e alla scissione tra Rifondazione e Comunisti Italiani scelse di aderire a quest'ultimo partito, che avrebbe poi appoggiato i due governi D'Alema e il governo Amato.
Alle elezioni politiche 2001 viene candidata dalla coalizione de L'Ulivo nel collegio uninominale di Molfetta, ma non viene rieletta alla Camera. Contemporaneamente è candidata a Sindaco di Altopascio per l'intera coalizione di centrosinistra, venendo sconfitta con il 45% dei voti, diventa comunque consigliera comunale. Lascia la carica nel giugno 2002 per essere nominata assessore all'istruzione e alla cultura al comune di Pistoia. Viene poi confermata assessora comunale anche nel 2007, restando in carica fino al 2010.
Nel frattempo continua a far parte del PdCI, come membro della Direzione Nazionale e svolge anche l'incarico responsabile nazionale immigrazione.
Nel 2009 è candidata alle elezioni provinciali a Pistoia per il PdCI, ma non viene eletta a causa del mancato raggiungimento dello sbarramento del suo partito.
Nel 2011 diventa segretaria provinciale pistoiese del PdCI.